# 麥凱拉·斯金內爾
麥凱拉·斯金內爾（英語：MyKayla Skinner，1996年12月9日—），美國體操運動員，她在2014年代表美國參加在中國廣西狀族自治區南寧市舉行的世界體操錦標賽，取得跳馬項目的銅牌、自由體操項目的第4名，2021年也代表美國參加在日本舉行的2020年夏季奧林匹克運動會，取得跳馬項目的銀牌。